# Колувијум
Колувијум или колувијално земљиште потиче од латинске речи колуо - испирам, што у ствари указује на начин њиховог постанка процесом спирања са виших и акумулацијом земљишног материјама на нижим деловима терена у подножју падина. Ове творевине су распрострањене локално у брдско-планинским подручјима, у Србији посебно у Врањској котлини и Косовско-метохијском региону. Пошумљавање колувијалног земљишта спречава даље ерозионе процесе и расипно површинско отицање воде, те у крајњој линији зауставља стварање нових наноса.